# Орење (Белуно)
Орење (итал. Oregne) је насеље у Италији у округу Белуно, региону Венето.
Према процени из 2011. у насељу је живело 257 становника. Насеље се налази на надморској висини од 357 м.